# Victoria Cook
Victoria Cook (1933-18 de abril de 2019) fue una deportista estadounidense que compitió en tiro con arco, en la modalidad de arco recurvo. Ganó cinco medallas en el Campeonato Mundial de Tiro con Arco al Aire Libre entre los años 1961 y 1971.

## Palmarés internacional
| Campeonato Mundial al Aire Libre | Campeonato Mundial al Aire Libre | Campeonato Mundial al Aire Libre | Campeonato Mundial al Aire Libre |
| Año                              | Lugar                            | Medalla                          | Prueba                           |
| -------------------------------- | -------------------------------- | -------------------------------- | -------------------------------- |
| 1961                             | Oslo (Noruega)                   | Medalla de oro                   | Equipo                           |
| 1963                             | Helsinki (Finlandia)             | Medalla de oro                   | Individual                       |
| 1963                             | Helsinki (Finlandia)             | Medalla de oro                   | Equipo                           |
| 1967                             | Amersfoort (Países Bajos)        | Medalla de plata                 | Equipo                           |
| 1971                             | York (Reino Unido)               | Medalla de bronce                | Equipo                           |